# Frank Arnesen
Frank Arnesen, danski nogometaš in trener, * 30. september 1956, København, Danska.
Po koncu aktivne igralske kariere leta 1988 (igral za Ajax Amsterdam, Valencia CF, RSC Anderlecht, PSV Eindhoven in dansko nogometno reprezentanco) je bil med letoma 1991 in 1993 pomočnik trenerja PSV-ja. Od leta 2011 do 2013 je bil športni direktor v Hamburgu, od maja 2015 pa do februarja 2016 je isto funkcijo opravljal v grškem klubu PAOK.